# Varmlim
Varmlim, benlim eller hudlim är ett lim som framställs av ben och hudar som fettbefrias och kokas. Det torkas i form av kakor. Vid användning löses kakorna upp i varmt (max 65 grader) vatten. Limmet är varmflytande och ytorna som skall limmas bör vara uppvärmda för att fördröja att limmet kallnar under processen och därmed biter.
Användningsområde: Trä- och fanérlimning, bindemedel för färg
Varmlim är en produkt som numera användes i ytterst liten utsträckning och då huvudsakligen vid instrumentbygge samt vid renovering av äldre möbler där man vill använda originalmaterial och man inte heller vill använda det kallflytande, animaliska fisklimmet.
Varmlim började i mitten av 1900-talet ersättas av kaseinkallim och under andra hälften av 1900-talet av syntetiskt vitlim.